# ملكة جمال الأرض 2021
ملكة جمال الأرض 2021 هي النسخة الحادية والعشرين من مسابقة ملكة جمال الأرض هذه هي المرة الثانية التي يتم فيها إجراء أنشطة ما قبل المسابقة وليلة التتويج تقريبًا بسبب جائحة كزفيد-19 ، كان مقرر مشاركة 89 متسابقات من دولة وإقليم في مسابقة ملكة هذا العام ، متجاوزين الرقم القياسي السابق البالغ 88 متسابقة في عامي 2007 و 2013 ، مما جعل هذه أكبر نسبة مشاركة في تاريخ المسابقة، في نهاية الحدث توجت ديستني واغنر من بليز بلقب ملكة جمال الأرض لعام 2021 من قبل ملكة الجمال الأرض السابقة ليندسي كوفي من الولايات المتحدة، وهي تعتبر أول امرأة بليزية تفوز بلقب ملكة جمال الأرض وأول متسابقة من بليز تحقق الفوز بأي من ألقاب مسابقة ملكة الجمال الدولية الأربعة الكبرى وثاني بليزية تحقق مركز بعد حصول ساريتا ديانا أكوستا على المركز الثاني عشر في مسابقة ملكة جمال الكون 1979.
في نفس الحدث ، تم تتويج أيضًا ماريسا بتلر من الولايات المتحدة بملكة جمال الأرض - الهواء ، ورومينا دينيكن من تشيلي بصفتها ملكة جمال الأرض - الماء ، وجريرات بيتسوم من تايلاند بصفتها ملكة جمال الأرض - النار.
شارك متسابقون من 80 دولة ومنطقة في مسابقة ملكة جمال هذا العام. استضاف المسابقة جيمس ديكين للمرة الخامسة على التوالي ، وملكة جمال الأرض 2017 كارين إيباسكو.

## خلفية

### الموقع والتاريخ
للمرة الثانية على التوالي أقيمت المسابقة في الفلبين ويرجع ذلك إلى ارتفاع حالات مرض فيروس كورونا-19. وفقًا لورين شوك نائبة الرئيس التنفيذي لشركة كاروسيل للإنتاج، "تظل سلامة جميع المتسابقات وموظفي الإنتاج والجمهور العام أمرًا بالغ الأهمية بالنسبة للمنظمة ولن تعرض بأي حال من الأحوال، أي شخص مشارك في الحدث للخطر". تم التأكيد على أن المسابقة ستكون في 21 نوفمبر 2021.

### اختيار المشاركين
تم اختيار متسابقين من 80 دولة وإقليم للمنافسة في المسابقة. تم تعيين مندوبة في منصبها بعد أن حلّت في المركز الثاني في المسابقة الوطنية أو تم اختيارها من خلال عملية اختيار ، بينما تم اختيار أربعة مندوبين ليحلوا محل الفائز الأصلي الذي أزيح عن العرش.
تم تعيين إنيا روك، الوصيفة الأولى لملكة جمال الأرض النمسا 2021 ، لتمثيل النمسا بعد كلوديا بليمير ، ملكة جمال الأرض الأصلية في النمسا 2021 ، لم تتمكن من الوفاء بواجباتها بسبب التزاماتها كممرضة. ومع ذلك ، تم منح بليمر لقب ملكة جمال الأرض الجوية النمساوية. تم تعيين ديستني فاغنر لتمثيل بليز بعد أن طلبت آرتي سوكناندان ، ملكة جمال الأرض بليز 2021 ، الانسحاب من المنافسة في المسابقة. تم تعيين أليس لي لتمثيل كندا بعد أن قالت لورا باستور ، ملكة جمال الأرض كندا 2021 ، إنها ستكون مناسبة بشكل أفضل لتكون في مسابقة ملكة حية بدلاً من الافتراضية. تم تعيين أناستازيا المياشيفا لتمثيل روسيا بعد انسحاب ملكة جمال الأرض الروسية ألبينا كوروليفا لأسباب غير معلنة.
شهدت نسخة عام 2021 ظهور غامبيا ، إيران ولاوس ، وعودة أنغولا وبليز وبوتسوانا وبلغاريا وشبه جزيرة القرم وكوبا وجمهورية التشيك وإنجلترا وقيرغيزستان ولاتفيا وماليزيا ونيبال ومقدونيا الشمالية ، رواندا وأوكرانيا. تنافست بلغاريا آخر مرة في عام 2004 ، ومقدونيا الشمالية تنافست آخر مرة في عام 2006 حيث تنافست مقدونيا ولاتفيا آخر مرة في عام 2014 ، وشاركت أنغولا وقيرغيزستان آخر مرة في عام 2017 ، وشاركت بليز وكوبا آخر مرة في عام 2018 ، بينما تنافست البلدان الأخرى في عام 2019. بوركينا فاسو وكوستاريكا وإكوادور وفنلندا وألمانيا وغيانا وأيسلندا وجامايكا ومولدوفا ومنغوليا وباكستان وبولندا ورومانيا وسيراليون وأوروغواي وجزر فيرجن الأمريكية وزامبيا انسحبت بعد فشل منظماتهم في عقد مسابقة وطنية أو تعيين مندوب .
وتغيب تسعة متسابقين من أصل 89 متسابقا عن الليلة الماضية بعد التنافس في المسابقات التمهيدية. هؤلاء هم لون أميناتا كوليبالي من كوت ديفوار ، آنا برايتشيتش من كرواتيا ، تامنيكا كدير زينو من إثيوبيا ، جيسيل ريفيرا من هندوراس ، سيما محمد من العراق ، أوديلا فلومو من ليبيريا ، ميريام عبدو سالي من النيجر ، جيلينا فوكشيفيتش من سويسرا ، وشيليكوا. كالونجا من زامبيا.

## النتائج

### المراكز النهائية
| \| النتائج النهائية[9] \| المتنافسة \| \| ----------------------------- \| ------------------------------------------------------------------------------------------------------------------------------------------------------------------------------------------------------------------------------------------------------------------------------------------------------------------------------------------------------------- \| \| ملكة جمال الأرض 2021 \| - بليز - ديستني واغنر \| \| ملكة جمال الأرض - الهواء 2021 \| - الولايات المتحدة - ماريسا بتلر \| \| ملكة جمال الأرض - المياه 2021 \| - تشيلي - رومينا دينيكن \| \| ملكة جمال الأرض - النار 2021 \| - تايلاند - جاريرات بيتسوم § \| \| أفضل 8 \| - هولندا - سارة لانجسترات § - الفلبين - نائلة الشربجي - روسيا - أناستاسيا المياشيفا - فنزويلا - ماريا دانييلا فيلاسكو \| \| أفضل 20 \| - بيلاروسيا - ماريا بيرفي - بلجيكا - سيلينا علي - بوتسوانا - موسى دولي بالسامانج - كولومبيا - بولينا رويز ∞ - جمهورية التشيك - أديلا ستروفيكوفا - الدنمارك - سيسيلي ديسينغ - غانا - نيلا أمباربينج - إندونيسيا - مونيكا كونادو - ماليزيا - نيشا ثيانانثان - نيوزيلندا - إيفا ويلسون - نيجيريا - كريستين تيلفر إيديت أوغاه § - جنوب أفريقيا - نومبوميلو مادونا \| § – تقدم إلى أفضل 20 عبر جائزة أفضل فيديو بيئي ∞ – صوّت في قائمة أفضل 20 من قبل المشاهدين | |
| النتائج النهائية | المتنافسة |
| ملكة جمال الأرض 2021 | - بليز - ديستني واغنر |
| ملكة جمال الأرض - الهواء 2021 | - الولايات المتحدة - ماريسا بتلر |
| ملكة جمال الأرض - المياه 2021 | - تشيلي - رومينا دينيكن |
| ملكة جمال الأرض - النار 2021 | - تايلاند - جاريرات بيتسوم § |
| أفضل 8 | - هولندا - سارة لانجسترات § - الفلبين - نائلة الشربجي - روسيا - أناستاسيا المياشيفا - فنزويلا - ماريا دانييلا فيلاسكو |
| أفضل 20 | - بيلاروسيا - ماريا بيرفي - بلجيكا - سيلينا علي - بوتسوانا - موسى دولي بالسامانج - كولومبيا - بولينا رويز ∞ - جمهورية التشيك - أديلا ستروفيكوفا - الدنمارك - سيسيلي ديسينغ - غانا - نيلا أمباربينج - إندونيسيا - مونيكا كونادو - ماليزيا - نيشا ثيانانثان - نيوزيلندا - إيفا ويلسون - نيجيريا - كريستين تيلفر إيديت أوغاه § - جنوب أفريقيا - نومبوميلو مادونا |

## المتسابقات
تم اختيار 80 متسابقة من مختلف البلدان والأقاليم للمشاركة في مسابقة ملكة جمال الأرض 2021.
| البلد / الإقليم     | متسابقة                  | العمر | مسقط رأسها      | مجموعة القارية   | المرجع               |
| ------------------- | ------------------------ | ----- | --------------- | ---------------- | -------------------- |
| أنغولا              | جورلما دي جيسوس باز      | 22    |                 |                  |                      |
| الأرجنتين           | فلورا فيلوسو             | 21    | بوساداس         |                  |                      |
| أرمينيا             | مارينا شكريا             | 23    | يريفان          |                  |                      |
| أستراليا            | فيبي سويجيونو            | 23    | سيدني           |                  |                      |
| النمسا              | إنيا روك                 | 25    | ستيريا          |                  |                      |
| بنغلاديش            | أم زاملتون نعيمة         | 24    | سيلهيت          |                  |                      |
| بيلاروسيا           | ماريا بيرفي              | 24    | مينسك           |                  |                      |
| بلجيكا              | نيسا فان بايلين          | 20    | ليمبورغ         | أوروبا           | [ 17 ]               |
| بليز                | ديستني فاغنر             | 25    | بونتا جوردا     |                  |                      |
| بوليفيا             | سارة تيران               | 22    | كوتشابامبا      |                  |                      |
| البوسنة والهرسك     | إيناس رادونيتش           | 23    | سراييفو         |                  |                      |
| بوتسوانا            | موسى دولي بالسامانج      | 27    | موشوبا          |                  |                      |
| البرازيل            | كاسيا أدريان أراوجو      | 21    | بارا            |                  |                      |
| بلغاريا             | يوليا بافليكوفا          | 28    | كرج             |                  |                      |
| كمبوديا             | دام سوفكسيندي            | 26    | بورسات          |                  |                      |
| الكاميرون           | رايسا ماندينغ            | 23    | دوالا           |                  |                      |
| كندا                | أليس لي                  | 27    | تورنتو          |                  |                      |
| تشيلي               | رومينا دينيكن            | 20    | كولينا          |                  |                      |
| الصين               | شيويه هوي                | 22    |                 |                  |                      |
| كولومبيا            | بولينا رويز              | 26    | بوغوتا          |                  |                      |
| شبه جزيرة القرم     | كسينيا سالاتا            | 25    | سيمفيروبول      |                  |                      |
| كوبا                | سينثيا لينيت لاو         | 25    | هولغوين         | الأمريكتان       | [ 25 ]               |
| جمهورية التشيك      | أديلا ستروفيكوفا         | 19    | براغ            |                  |                      |
| الدنمارك            | تبدد سيسيلي              | 21    | كوبنهاغن        | أوروبا           |                      |
| جمهورية الدومينيكان | نيكول فرانكو             | 27    | سانتو دومينغو\| | الأمريكتان       |                      |
| إنجلترا             | كيت ماري                 | 27    | كوفنتري         | أوروبا           |                      |
| إستونيا             | إليز راندما              | 21    | كيرنا           | أوروبا           |                      |
| فرنسا               | كانديس جيفارش            | 21    | نورماندي        | أوروبا           | [ 29 ]               |
| غامبيا              | بنتو جوارة               | 21    | بانجول          | أفريقيا          |                      |
| غانا                | نيللا اوفوريوا امباربينج | 27    | أكرا            | أفريقيا          |                      |
| اليونان             | كاترينا سايكو            | 20    | أثينا           | أوروبا           | [ 31 ]               |
| غوادلوب             | ستيسي روش                | 22    | لو غوسييه       | الأمريكتان       |                      |
| غواتيمالا           | مارييلا الدانا           | 25    | مدينة غواتيمالا | الأمريكتان       |                      |
| الهند               | رشمي مادهوري             | 27    | بنغالور         | آسيا وأوقيانوسيا |                      |
| إندونيسيا           | مونيكا كونادو            | 25    | مانادو          | آسيا وأوقيانوسيا | [ 34 ] [ 35 ] [ 36 ] |
| إيران               | هيما زاكير               | 27    | مشهد            | آسيا وأوقيانوسيا |                      |
| أيرلندا             | برونوين أو كونيل         | 27    | دبلن            | أوروبا           |                      |
| إيطاليا             | فيديريكا ريزا            | 22    | فورميا          | أوروبا           |                      |
| اليابان             | كوناتسو يوشيدا           | 26    | هوكايدو         | آسيا وأوقيانوسيا |                      |
| كينيا               | ستايسي تشومبا            | 21    | نيروبي          | أفريقيا          |                      |
| قيرغيزستان          | إيكاترينا زابولوتنوفا    | 26    | بيشكك           | آسيا وأوقيانوسيا |                      |
| لاوس                | رونجفا لاتاناسامي        | 23    | فينتيان         | آسيا وأوقيانوسيا |                      |
| لاتفيا              | ليين ليتان               | 23    | ريغا            | أوروبا           |                      |
| لبنان               | تاتيانا علوان            | 18    | بيروت           | آسيا وأوقيانوسيا |                      |
| ماليزيا             | نيشا ثيانانثان           | 28    | موار            | آسيا وأوقيانوسيا | [ 44 ] [ 45 ] [ 46 ] |
| موريشيوس            | كريشما رامداوا           | 28    | بورت لويس       | أفريقيا          |                      |
| المكسيك             | ناتاليا دوران            | 24    | نويفو لاريدو    | الأمريكتان       |                      |
| الجبل الأسود        | أندريانا نينا ديليباشيتش | 20    | بودغوريتسا      | أوروبا           |                      |
| ميانمار             | ثينت زار تشي             | 23    | تاونغيي         | آسيا وأوقيانوسيا | [ 50 ]               |
| نيبال               | سوبريا شريسثا            | 25    | كاتماندو        | آسيا وأوقيانوسيا | [ 51 ] [ 52 ] [ 53 ] |
| هولندا              | سارتي لانجسترات          | 21    | بيرخسنهوك       | أوروبا           |                      |
| نيوزيلندا           | إيفا ويلسون              | 25    | تاورانجا        | آسيا وأوقيانوسيا |                      |
| نيجيريا             | كريستين تيلفر إيديت أوجا | 23    | ولاية كروس ريفر | أفريقيا          |                      |
| مقدونيا الشمالية    | آنا برزانوفا             | 21    | غيفغليا         | أوروبا           |                      |
| ماريانا الشمالية    | كريستال فيونا ريو        | 18    | سايبان          | آسيا وأوقيانوسيا |                      |
| النرويج             | مادلين دينيس أولسن       | 27    | Vinterbro       | أوروبا           |                      |
| بنما                | جيليان تشو               | 25    | كولون           | الأمريكتان       |                      |
| باراغواي            | إيفلين أندرادي           | 24    | إدارة كانينديو  | الأمريكتان       |                      |
| بيرو                | بريجيت كوراليس           | 26    | ليما            | الأمريكتان       |                      |
| الفلبين             | نائلة الشربجي            | 23    | باراناك         | آسيا وأوقيانوسيا |                      |
| البرتغال            | غابرييلا رودريغيز        | 22    | باريديس دي كورا | أوروبا           | [ 63 ]               |
| بورتوريكو           | كريستينا مارييل ريوس     | 19    | سان سيباستيان   | الأمريكتان       | [ 64 ] [ 65 ] [ 66 ] |
| ريونيون             | ماتيلد غروندين           | 20    | Saint-Joseph    | أفريقيا          |                      |
| روسيا               | أناستاسيا المياشيف       | 19    | ياروسلافل       | أوروبا           |                      |
| رواندا              | جوزين نجرينشوتي          | 21    | كيغالي          | أفريقيا          |                      |
| صربيا               | دجينا رادوفاك            | 21    | Ruma            | أوروبا           |                      |
| سنغافورة            | روث دالميدا              | 20    | مدينة سنغافورة  | آسيا وأوقيانوسيا |                      |
| سلوفينيا            | أسجا بوني بيفك           | 21    | Strahinj        | أوروبا           |                      |
| جنوب إفريقيا        | نومبوميلو مادونا         | 26    | جوهانسبيرغ      | أفريقيا          |                      |
| إسبانيا             | مارينا فرنانديز          | 28    | ساباديل         | أوروبا           |                      |
| سريلانكا            | دياندرا سويسا            | 22    | كولمبو          | آسيا وأوقيانوسيا |                      |
| السويد              | لين بيورستروم صالونين    | 24    | ستوكهولم        | أوروبا           |                      |
| سوريا               | سناء عطية                | 23    | طرطوس           | آسيا وأوقيانوسيا |                      |
| تايلاند             | حاريت بيتسوم             | 28    | محافظة تشومفون  | آسيا وأوقيانوسيا |                      |
| أوغندا              | أحلام إسماعيل            | 24    | سوروتي ‏         | أفريقيا          |                      |
| أوكرانيا            | مارينا ليتفين            | 20    | زابوريزهزهيا    | أوروبا           |                      |
| الولايات المتحدة    | ماريسا بتلر              | 27    | ستانديش         | الأمريكتان       | [ 78 ] [ 79 ] [ 80 ] |
| فنزويلا             | ماريا دانييلا فيلاسكو    | 28    | كاراكاس         |                  |                      |
| فيتنام              | نغوين ثو فان آنه         | 26    | هانغ ين         |                  |                      |
| زيمبابوي            | جميما ماندما             | 21    | بولاوايو        |                  |                      |

### الظهور لأول مرة
- غامبيا
- لاوس

### عائدات
- آخر مشاركة في 2018:
  -  كوبا
  -  كوراساو
- آخر مشاركة في 2019:
  -  جمهورية التشيك
  -  القرم
  -  كوريا
  -  ماليزيا
  -  نيبال
  -  أوكرانيا

### التعيينات
- كندا - تم تعيين لورا باستور ملكة جمال الأرض لكندا 2021 من قبل منظمة ملكة جمال كندا العالمية. كانت الوصيفة الرابعة لملكة جمال كندا 2020.

## الروابط الخارجية
- موقع ملكة جمال الأرض الرسمي